# 2036
L'any 2036 (MMXXXVI) serà un any de traspàs començat en dimarts del calendari Gregorià (Lletra Dominical FE), el 2036è any de l'Era Comuna (CE) o Era Cristiana, el 36è any del 3r mil·lenni i del 21è segle, i el 7è any de la dècada de 2030.

## Esdeveniments i pronòstics
- Abril – Un missatge de METI Trucada Còsmica 2 que va ser enviat des del Radar Planetari de 70 metres Eupatoria, arriba a la seva destinació, l'estrella Hip 4872.
- 13 d'abril – Els càlculs havien establert certa probabilitat que l'asteroide 99942 Apophis pogués impactar amb la Terra aquest any. Però els últims estudis de 2013 han aportat noves dades que probablement Apophis passarà a una distància mínima de 14 milions de milles i màxima de 35 milions de milles l'any 2036.[1]
- Aubrey De Grey pronostica per al voltant d'enguany que hi ha un 50% de probabilitat que la Fundació de Recerca SENS i altres recerques per a l'extensió indefinida de la vida, portaran l'envelliment a un "nivell decisiu de control mèdic", afavorint el camí per a la immortalitat biològica en éssers humans.
- Es calcula que l'any 2036, no hi haurà cap veterà de la Segona Guerra Mundial viu.[2]

## Naixements
Països Catalans
Resta del món

## Necrològiques
Països Catalans
Resta del món

## Ficció
- La cinquena temporada de Fringe (i l'episodi Letters of Transit" de la 4a temporada) tenen lloc l'any 2036.
- La pel·lícula de 1936 Things to come descriu 2036 com l'època en què els éssers humans viuen en ciutats subterrànies i envien la primera aeronau a la Lluna mitjançant un canó espacial gegant.
- La majoria de l'espisodi "Once upon a time machine" de la sèrie de televisió Les Tortugues Ninja de 1987, té lloc l'any 2036. És una era de pau i sense delictes a la Nova York, quan Trinxant, Bebop i Rocamassissa viatgen en el temps des de 1991 a 2036 en un intent de governar el futur.[3]
- Zenon Kar, dels llibres i pel·lícules Zenon, neix enguany.
- En el joc Castlevania: Dawn de Sorrow per Nintendo DS, Dràcula es disposa a ser reviscut enguany.
- Els esdeveniments de la pel·lícula Android tenen lloc.
- La cursa popular Epcot, de Mission Space, té lloc enguany.
- John Titor presumptament viatja enrere en el temps a l'hivern de 1975 per recuperar una IBM 5100, ordinador que necessita per "depurar" diversos programes d'ordinador el 2036.
- Segons el Tinent comandant Data a l'episodi pilot de Star Trek: The Next Generation, l'any 2036 les Nacions Unides van resoldre que "Cap persona haurà de ser obligada a respondre pels crims de la seva raça o dels seus predecessors". L'entitat Q respon a aquesta sentència, al·legant que estan en un tribunal de 2079, quan l'ONU ja no existia. Per complicar encara més l'argument, la data de 2079 dins la tradició Trek, és 16 anys després dels esdeveniments de Star Trek: First Contact, quan la vida extraterrestre ja ha estat descoberta i està ajudant la humanitat a recuperar-se de la Tercera Guerra Mundial.
- El manga i anime Coppelion de 2013 té lloc en el 2036, el qual succeeix 20 anys després de l'explosió nuclear d'Odaiba del 2016.